# Alfonso XIII (1913)
L'Alfonso XIII, nommé en l'honneur du roi d'Espagne du même nom et renommé España en avril 1931, est un cuirassé espagnol de la classe España, le plus petit dreadnought jamais construit.

## Historique

Le bâtiment fut lancé en 1913 et achevé en juillet 1914 par la Société espagnole de construction navale. 
Il prend part aux opérations de la guerre du Rif en 1925.
Rallié aux nationalistes espagnols durant la guerre d'Espagne, il fut coulé, le 30 avril 1937, lorsqu'il heurta une mine marine, sans doute posée par le camp putschiste, près de Santander alors qu'il assurait avec le destroyer Velasco, le blocus du nord de l'Espagne. Pendant l’évacuation de l’équipage, il est attaqué par l'aviation républicaine.  le pilote républicain espagnol Miguel Zambudio, à bord d'un obsolète Gourdou-Leseurre LGL-32, déclarant l'avoir coulé,.
La plupart de l'équipage fut évacué sur le destroyer Velasco avant que le cuirassé España ne chavire, et il n'y eut que quatre morts dans le naufrage.
L'épave du cuirassé fut retrouvée et examinée en 1984.